# Joseph Henri Adelson Normand
Joseph Henri Adelson Normand, född 25 februari 1868 i Tours, Frankrike, död 6 augusti 1959 i Kef, Tunisien, var en fransk läkare och entomolog.

## Utmärkelser
- Riddare av Hederslegionen, 1916